# کورنلیانو دآلبا
کورنلیانو دآلبا (به ایتالیایی: Corneliano d'Alba) یک کومونه در ایتالیا است که در استان کونیو واقع شده‌است.

## خصوصیات
کورنلیانو دآلبا ۱۰٫۳ کیلومترمربع مساحت و ۱٬۹۷۹ نفر جمعیت دارد.